# Fettspindel
Fettspindel (Steatoda bipunctata) är en art i ordningen spindlar som tillhör familjen klotspindlar. Den hör till de mer allmänna spindlarna och kan ofta hittas inne i hus, skjul och andra byggnader. Dess nät är en oregelbunden konstruktion där olika mindre insekter, som flugor, kan fastna.
Fettspindelns kroppslängd kan vara upp till 8 millimeter, men oftast är individerna något mindre, dock större än 4 millimeter. Bakkroppen är brun till brunrödaktig och ett kännetecken för arten är att bakkroppen ser lite fettglänsade ut. Mitt på bakkroppen finns en rad med små ljusa punkter.
Benen är randiga i brunt och brunrött.